# The Smell of Us
The Smell of Us là một bộ phim Pháp năm 2014 được đạo diễn bởi Larry Clark. Phim được chiếu trong phần Venice Days tại Liên hoan phim quốc tế Venezia lần thứ 71.

## Nội dung
Câu chuyện xoay quanh một nhóm người trượt ván tự hủy ở Paris.

## Diễn viên
- Lukas Ionesco vai Math
- Diane Rouxel vai Marie
- Théo Cholbi vai Pacman
- Hugo Behar-Thinières  vai JP
- Ben Yaiche Ryan vai Guillaume
- Adrien Binh Doan vai Minh
- Terin Maxime vai Toff

## Sách đọc
Stéphane Delorme, "Mort à Paris" in: Les Cahiers du Cinema, Janvier 2015 n°707